# Dicladosoma annulatipes
Dicladosoma annulatipes är en mångfotingart som beskrevs av Karl Wilhelm Verhoeff 1924. Dicladosoma annulatipes ingår i släktet Dicladosoma och familjen orangeridubbelfotingar. Inga underarter finns listade i Catalogue of Life.